# Potentilla callieri
Potentilla callieri là loài thực vật có hoa trong họ Hoa hồng. Loài này được Juz. miêu tả khoa học đầu tiên.